# Louis van Westerhoven

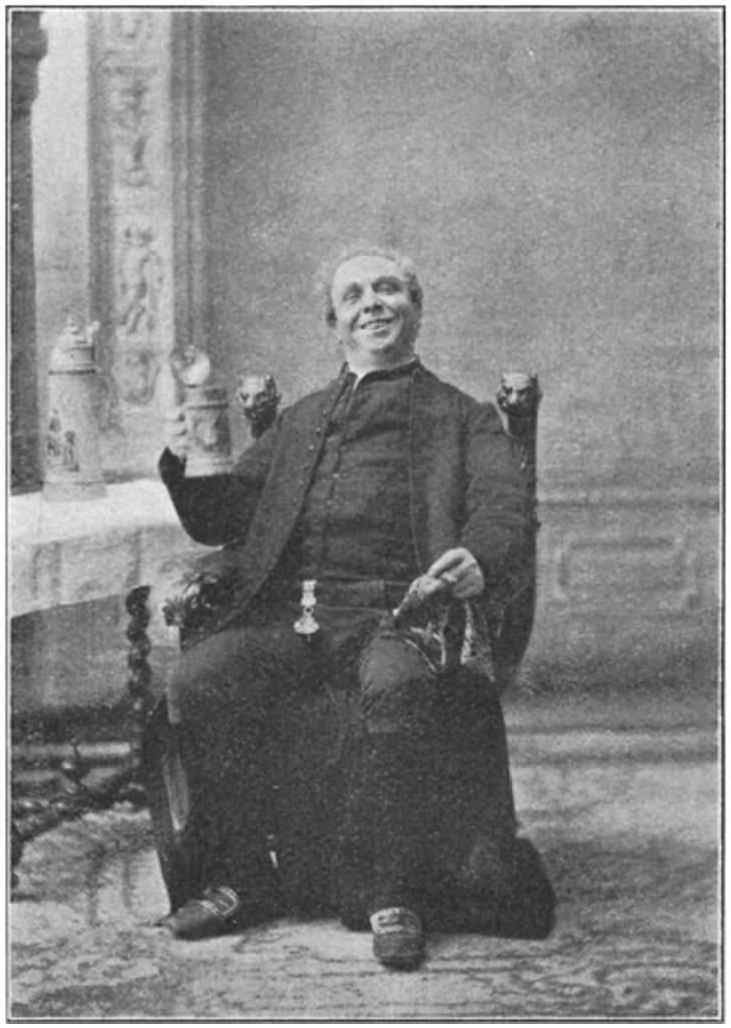
Louis van Westerhoven in de rol van Pastoor Hoppe

Louis Franciscus Maria (Louis) van Westerhoven (Amsterdam, 20 februari 1854 - aldaar,  15 maart 1912) was een Nederlands acteur en operettezanger. Hij werd geroemd om zijn komische rollen en werd zijn laatste jaren aangeduid als acteur emeritus (acteur in ruste).
Hij werd geboren binnen het huwelijk tussen zangeres en actrice Christine Stoetz en boekhandelaar Anton Simon van Westerhoven, dat in 1869 strandde. Zijn debuut vond in 1872 plaats onder zijn naam Louis Stoetz. Na diverse voorstellingen in december 1876 wijzigde hij zijn naam in Louis van Westerhoven. In 1897 vierde hij zijn 25-jarige toneelloopbaan in Utrecht met de klucht Bokkesprongen. In 1899 werd voor hem een ereavond gehouden waarbij hij werd vergeleken met zijn moeder Christine Stoetz. Hij werd vanaf 1904 door een opgedane oogverzakking langzaam blind en kreeg daardoor steeds minder rollen. Collega-acteurs leidden hem op het laatst rond in zijn rollen, maar ook dat werd moeilijker. Hij opende in 1904 een sigarenwinkel aan de Vijzelstraat waarbij aan artiesten werd gevraagd hun tabaksartikelen zoveel mogelijk aldaar te kopen, zodat hij zijn gezin kon onderhouden. Omdat de zaak onvoldoende inkomsten bracht werd er in 1905 een benefietvoorstelling gegeven. In 1910 werd in de Stadsschouwburg te Amsterdam opnieuw een benefietvoorstelling met de operette De fideele boer gehouden, waarbij Julia Culp, haar vaste begeleidster Betsy Rijkes-Culp en Willem Royaards acte de présence gaven. Het leverde een lijfrenteverzekering op, die hem voor verdere armoe behoedde.
Hij speelde vele rollen, niet alleen in Nederland, maar ook in Vlaanderen en Nederlands-Indië. Enkele rollen, die hij speelde:
- Arthur in Nacht en morgen van Charlotte Birch-Pfeiffer (1876)
- Phillip Klapproth in Pension Schöller van Carl Laufs in het Paleis voor Volksvlijt
- Thomasvaer in Gijsbrecht van Aemstel van Joost van den Vondel
- pastoor Happe in Jeugd van Max Halbe
- jonker Tobias in Driekoningenavond (Twelfth night, or what you will)  van William Shakespeare
- Joudain in Burger-Edelman van Molière

Hij stierf in zijn woning aan de Tolstraat in Amsterdam. Bij het Nederlands afscheid per koets naar het Station Amsterdam Weesperpoort waren bestuursleden van Koninklijke Vereeniging Het Nederlandsch Tooneel, de Nederlandsche Tooneelvereniging en zuster Marie van Westerhoven aanwezig. Het was zijn wens te Mainz gecremeerd te worden.
Hijzelf trouwde tweemaal:
- in 1877 met actrice en zangeres Petronella de Heer (artiestennamen Pietertje de Heer en Nelly de Heer), waarbij een echtscheiding volgde, dochter Christine werd later kortstondig actrice,
- in 1896 in Kensington (Londen) met actrice en zangeres Maria Magthilda Ledeboer (artiestennaam: Jeanne Ledeboer), bij wie hij ongehuwd zoon Louis[5] had verwekt en later dochter Berthe (artiestennaam Beppy van Westerhoven), die in 1912 en 1913 ook even op de planken stond.

- Nederlandse Thesaurus van Auteursnamen: 070958912
- Virtual International Authority File: 287250500
- WorldCat: E39PBJjHcGJKTv9y9YXvWp3hHC